# Педиго, Бриенн
Брие́нн Педи́го (англ. Brienne Pedigo; Индиана, США) — американская журналистка и телеведущая.

## Биография
Бриенн Педиго родилась в штате Индиана, США в семье бизнесмена Гэри Педиго.

## Карьера
Бриенн начала свою журналистскую карьеру в 2007 году, когда она заняла место репортёра вместо Джейми Литтл. Педиго также была репортёром на автогонках United States Auto Club и  NCAA Final Four. В 2009 году она завершила свою карьеру.

## Личная жизнь
С 28 сентября 2008 года по 2021 года Бриенн было замужем за актёром Тайлером Кристофером (1972—2023), с которым она встречалась 2 года до их свадьбы. У неё осталось двое детей от этого брака — сын Грейсан Джеймс Кристофер (род.03.10.2009) и дочь Боэм Кристофер (род.03.05.2015).